# 基奧特利察島
基奧特利察島是俄羅斯的島嶼，屬於法蘭士約瑟夫地群島的一部分，位於胡克島以北9公里，由阿爾漢格爾斯克州負責管轄，長20公里，最高點海拔高度158米。